# リボヌクレアーゼF
リボヌクレアーゼF(Ribonuclease F、EC 3.1.27.7)は、以下の化学反応を触媒する酵素である。
RNA前駆体をエンドヌクレアーゼ的に2つに切断し、5'-ヒドロキシ基と3'-リン酸基を遊離する。